# Naittujärvi
Naittujärvi är en sjö i kommunen Enare i landskapet Lappland i Finland. Arean är 37 hektar och strandlinjen är 5,25 kilometer lång. Sjön  ingår i Pasvik älvs huvudavrinningsområde.   Den ligger omkring 330 kilometer norr om Rovaniemi och omkring 1000 kilometer norr om Helsingfors. 